# Star Wars: The High Republic
Star Wars: L'Alta República (Star Wars: The High Republic en anglés i oficialment), inicialment promocionada com Project Luminous (el projecte lluminós), és una subserie de la franquícia Star Wars que té lloc durant l'"Alta República" (una sub-era de l'època de la República). Els fets de ficció tenen lloc 200 anys abans dels esdeveniments de la saga Skywalker i 800 després de la caiguda de l'"Antiga República". En clau de l'univers, l'esdeveniment inicial de la subfranquícia és "El Gran Desastre" que implica uns "vikings de l'espai" dits Nihil i la posterior intervenció dels Jedi en la mesura de les seves possibilitats.

## Història
El "Project Luminous" va ser encetat el setembre de 2018 amb les invitacions dels autors Star Wars Claudia Gray, Justina Ireland, Daniel José Older, Cavan Scott, i Charles Soule al Ranxo Skywalker, amb Lucasfilm oferint-los una "pissarra en blanc" per a filar el projecte. Lucasfilm va crear suspens sobre el "Project Luminous" l'abril de 2019, cosa que va causar molta especulació entre els fans.
El 24 de febrer de 2020 Lucasfilm va anunciar una nova sèrie de còmics i novel·les dita Star Wars: The High Republic, destinada en un principi a ser un projecte multimèdia només per a editorials; sense involucrar el món del cinema. Llavors va ser mostrat un avanç en vídeo que il·lustrava els fets havien tingut lloc dos segles abans de L'amenaça fantasma. En ell es mostra els Jedi en el seu moment de major esplendor i també l'auge dels Nihil.
La sèrie havia de començar amb Light of the Jedi (Llum dels Jedi) l'agost de 2020, uns dies abans del Star Wars Celebration de 2020, però va ser endarrerida a causa de la Pandèmia per coronavirus fins al gener de 2021. El primer capítol de la novel·la es va publicar el juny de 2020 a través del web IGN.

## Obres

### Fase I —Llum dels Jedi

#### Llibres
- Star Wars: The High Republic – Light of the Jedi (5 de gener de 2021), una novel·la de tapa dura de Charles Soule publicada per Del Rey.[3][4][7][8][5]
- Star Wars: The High Republic – A Test of Courage (5 de gener de 2021), una novel·la il·lustrada per a joves de Justina Ireland publicada per Disney–Lucasfilm Press.[4][5]
- Star Wars: The High Republic – Into the Dark (2 de febrer de 2021), novel·la per a adolescents de Claudia Gray publicada per Disney–Lucasfilm Press.[4][5]

#### Còmics
- Star Wars: The High Republic Adventures, un comic book de Daniel José Older publicat per IDW Comics.[3]
- Star Wars: The High Republic, un comic book de Cavan Scott publicat per Marvel Comics.[3]